# Consiglio dei Cinquecento
Il Consiglio dei cinquecento (in francese: Conseil des Cinq-Cents), assieme al Consiglio degli Anziani, era un'assemblea legislativa francese introdotta nel 1795 con la nuova Costituzione voluta dalla borghesia moderata, formata dai Termidoriani.

## Origine
Il sistema bicamerale introdotto dalla costituzione del 1795 aveva una doppia origine:
- imitazione da una parte, dell'antico consiglio ateniese, la bulè, chiamato anche Consiglio dei 500 e che garantiva l'armonioso funzionamento della democrazia greca
- d'altra parte imitazione del sistema politico inglese dell'epoca, che consisteva anche di una Camera bassa: i Comuni ed un'alta assemblea: la Camera dei Lord. In questo sistema le due camere esercitano ciascuna, una sull'altra ed insieme verso l'esecutivo, un contro-potere che rimediava a quegli eccessi che la Francia aveva appena conosciuto con la Rivoluzione.

## Funzionamento
Avente sede a Parigi, questo consiglio era composto da cinquecento membri eletti per suffragio censitario ed aventi i seguenti requisiti: età minima di trenta anni e residenza almeno decennale sul territorio nazionale. Rinnovato di un terzo ogni anno, era incaricato di stabilire le proposte di leggi, di votare le risoluzioni sottomesse all'approvazione del Consiglio degli Anziani al quale presentava anche l'elenco dei candidati per l'elezione dei cinque membri del direttorio.
Per quest'ultimo compito, il Consiglio dei Cinquecento, redige un elenco di cinquanta nomi che trasmette al Consiglio degli Anziani che ne trattiene solo cinque: i nuovi direttori.

## Dal Direttorio al Consolato
Questo sistema, fin troppo complesso, non funzionava correttamente: la separazione dei poteri era troppo rigorosa e in più, i direttori, essendo espressione di correnti politiche diverse, non si intendevano tra loro.
Il colpo di Stato del 18 brumaio del 1799 abolì il Direttorio dando vita al Consolato di Napoleone Bonaparte.